# Morgan Wallen/Diskografie
Diese Diskografie ist eine Übersicht über die musikalischen Werke des US-amerikanischen Country-Sängers Morgan Wallen. Den Schallplattenauszeichnungen zufolge hat er bisher mehr als 162,2 Millionen Tonträger verkauft, davon alleine in seiner Heimat über 143 Millionen. Seine erfolgreichste Veröffentlichung ist die Single Whiskey Glasses mit mehr als zehn Millionen verkauften Einheiten.

## Alben

### Studioalben
| Jahr | Titel Musiklabel                     | Höchstplatzierung, Gesamtwochen, AuszeichnungChartplatzierungen (Jahr, Titel, Musiklabel, Platzierungen, Wochen, Auszeichnungen, Anmerkungen) | Höchstplatzierung, Gesamtwochen, AuszeichnungChartplatzierungen (Jahr, Titel, Musiklabel, Platzierungen, Wochen, Auszeichnungen, Anmerkungen) | Höchstplatzierung, Gesamtwochen, AuszeichnungChartplatzierungen (Jahr, Titel, Musiklabel, Platzierungen, Wochen, Auszeichnungen, Anmerkungen) | Höchstplatzierung, Gesamtwochen, AuszeichnungChartplatzierungen (Jahr, Titel, Musiklabel, Platzierungen, Wochen, Auszeichnungen, Anmerkungen) | Höchstplatzierung, Gesamtwochen, AuszeichnungChartplatzierungen (Jahr, Titel, Musiklabel, Platzierungen, Wochen, Auszeichnungen, Anmerkungen) | Höchstplatzierung, Gesamtwochen, AuszeichnungChartplatzierungen (Jahr, Titel, Musiklabel, Platzierungen, Wochen, Auszeichnungen, Anmerkungen) | Anmerkungen                                                |
| Jahr | Titel Musiklabel                     | DE | AT | CH | UK | US | Country | Anmerkungen                                                |
| ---- | ------------------------------------ | --- | --- | --- | --- | --- | --- | ---------------------------------------------------------- |
| 2018 | If I Know Me Big Loud                | — | — | — | — | US10 ×3Dreifachplatin · (… Wo.)US | Country3 (… Wo.)Country | Erstveröffentlichung: 27. April 2018 Verkäufe: + 3.247.500 |
| 2021 | Dangerous: The Double Album Big Loud | — | — | — | UK77 Silber · (1 Wo.)UK | US1 ×6Sechsfachplatin · (… Wo.)US | Country1 (… Wo.)Country | Erstveröffentlichung: 8. Januar 2021 Verkäufe: + 6.685.000 |
| 2023 | One Thing at a Time Big Loud         | — | — | — | UK40 Gold · (28 Wo.)UK | US1 ×7Siebenfachplatin · (… Wo.)US | Country1 (… Wo.)Country | Erstveröffentlichung: 3. März 2023 Verkäufe: + 7.615.000   |
| 2025 | I’m the Problem Big Loud             | DE40 (1 Wo.)DE | AT39 (1 Wo.)AT | CH14 (2 Wo.)CH | UK1 (… Wo.)UK | US1 (… Wo.)US | Country1 (… Wo.)Country | Erstveröffentlichung: 16. Mai 2025 Verkäufe: + 282.500     |

### EPs
| Jahr | Titel Musiklabel                                              | Höchstplatzierung, Gesamtwochen, AuszeichnungChartplatzierungen (Jahr, Titel, Musiklabel, Platzierungen, Wochen, Auszeichnungen, Anmerkungen) | Höchstplatzierung, Gesamtwochen, AuszeichnungChartplatzierungen (Jahr, Titel, Musiklabel, Platzierungen, Wochen, Auszeichnungen, Anmerkungen) | Höchstplatzierung, Gesamtwochen, AuszeichnungChartplatzierungen (Jahr, Titel, Musiklabel, Platzierungen, Wochen, Auszeichnungen, Anmerkungen) | Höchstplatzierung, Gesamtwochen, AuszeichnungChartplatzierungen (Jahr, Titel, Musiklabel, Platzierungen, Wochen, Auszeichnungen, Anmerkungen) | Höchstplatzierung, Gesamtwochen, AuszeichnungChartplatzierungen (Jahr, Titel, Musiklabel, Platzierungen, Wochen, Auszeichnungen, Anmerkungen) | Höchstplatzierung, Gesamtwochen, AuszeichnungChartplatzierungen (Jahr, Titel, Musiklabel, Platzierungen, Wochen, Auszeichnungen, Anmerkungen) | Anmerkungen                           |
| Jahr | Titel Musiklabel                                              | DE | AT | CH | UK | US | Country | Anmerkungen                           |
| ---- | ------------------------------------------------------------- | --- | --- | --- | --- | --- | --- | ------------------------------------- |
| 2015 | Stand Alone Selbstverlag                                      | — | — | — | — | — | — | Erstveröffentlichung: 24. August 2015 |
| 2016 | The Way I Talk Big Loud                                       | — | — | — | — | — | — | Erstveröffentlichung: 29. Juli 2016   |
| 2018 | Morgan Wallen Big Loud                                        | — | — | — | — | — | Country45 (1 Wo.)Country | Erstveröffentlichung: 12. Januar 2018 |
| 2024 | Stand Alone (10th Anniversary Deluxe Edition) Panacea Records | — | — | — | — | US154 (1 Wo.)US | Country25 (1 Wo.)Country | Erstveröffentlichung: 25. Januar 2024 |

## Singles

### Als Leadmusiker
| Jahr | Titel Album                                                 | Höchstplatzierung, Gesamtwochen, AuszeichnungChartplatzierungen (Jahr, Titel, Album, Platzierungen, Wochen, Auszeichnungen, Anmerkungen) | Höchstplatzierung, Gesamtwochen, AuszeichnungChartplatzierungen (Jahr, Titel, Album, Platzierungen, Wochen, Auszeichnungen, Anmerkungen) | Höchstplatzierung, Gesamtwochen, AuszeichnungChartplatzierungen (Jahr, Titel, Album, Platzierungen, Wochen, Auszeichnungen, Anmerkungen) | Höchstplatzierung, Gesamtwochen, AuszeichnungChartplatzierungen (Jahr, Titel, Album, Platzierungen, Wochen, Auszeichnungen, Anmerkungen) | Höchstplatzierung, Gesamtwochen, AuszeichnungChartplatzierungen (Jahr, Titel, Album, Platzierungen, Wochen, Auszeichnungen, Anmerkungen) | Höchstplatzierung, Gesamtwochen, AuszeichnungChartplatzierungen (Jahr, Titel, Album, Platzierungen, Wochen, Auszeichnungen, Anmerkungen) | Anmerkungen                                                                               |
| Jahr | Titel Album                                                 | DE | AT | CH | UK | US | Country | Anmerkungen                                                                               |
| --- | ----------------------------------------------------------- | --- | --- | --- | --- | --- | --- | ----------------------------------------------------------------------------------------- |
| 2016 | The Way I Talk If I Know Me                                 | — | — | — | — | US— ×3DreifachplatinUS | Country35 (26 Wo.)Country | Erstveröffentlichung: 12. September 2016 Verkäufe: + 3.040.000                            |
| 2017 | Up Down If I Know Me                                        | — | — | — | — | US49 ×5Fünffachplatin · (20 Wo.)US | Country5 (39 Wo.)Country | Erstveröffentlichung: 27. November 2017 Verkäufe: + 5.240.000; feat. Florida Georgia Line |
| 2018 | Whiskey Glasses If I Know Me                                | — | — | — | UK— SilberUK | US17 ×9Neunfachplatin · (27 Wo.)US | Country1 (52 Wo.)Country | Erstveröffentlichung: 30. Juli 2018 Verkäufe: + 10.000.000                                |
| 2019 | Chasin’ You If I Know Me                                    | — | — | — | UK— SilberUK | US16 ×6Sechsfachplatin · (36 Wo.)US | Country2 (52 Wo.)Country | Erstveröffentlichung: 29. Juli 2019 Verkäufe: + 6.680.000                                 |
| 2019 | This Bar Dangerous: The Double Album                        | — | — | — | — | US92 ×2Doppelplatin · (1 Wo.)US | Country29 (21 Wo.)Country | Erstveröffentlichung: 31. Dezember 2019 Verkäufe: + 2.310.000                             |
| 2020 | More Than My Hometown Dangerous: The Double Album           | — | — | — | — | US15 ×6Sechsfachplatin · (32 Wo.)US | Country2 (42 Wo.)Country | Erstveröffentlichung: 17. April 2020 Verkäufe: + 6.540.000                                |
| 2020 | 7 Summers Dangerous: The Double Album                       | — | — | — | — | US6 ×4Vierfachplatin · (24 Wo.)US | Country1 (26 Wo.)Country | Erstveröffentlichung: 14. August 2020 Verkäufe: + 4.390.000                               |
| 2020 | Sand in My Boots Dangerous: The Double Album                | — | — | — | — | US30 ×2Doppelplatin · (41 Wo.)US | Country2 (56 Wo.)Country | Erstveröffentlichung: 23. August 2020 Verkäufe: + 2.310.000                               |
| 2020 | Somebody’s Problem Dangerous: The Double Album              | — | — | — | — | US25 ×3Dreifachplatin · (13 Wo.)US | Country3 (20 Wo.)Country | Erstveröffentlichung: 20. November 2020 Verkäufe: + 3.230.000                             |
| 2020 | Still Goin Down Dangerous: The Double Album                 | — | — | — | — | US46 ×2Doppelplatin · (8 Wo.)US | Country8 (20 Wo.)Country | Erstveröffentlichung: 20. November 2020 Verkäufe: + 2.195.000                             |
| 2020 | Livin’ the Dream Dangerous: The Double Album                | — | — | — | — | US74 Platin · (1 Wo.)US | Country19 (18 Wo.)Country | Erstveröffentlichung: 20. November 2020 Verkäufe: + 1.115.000                             |
| 2022 | Don’t Think Jesus One Thing at a Time                       | — | — | — | — | US7 Platin · (6 Wo.)US | Country1 (20 Wo.)Country | Erstveröffentlichung: 15. April 2022 Verkäufe: + 1.080.000                                |
| 2022 | Thought You Should Know One Thing at a Time                 | — | — | — | — | US7 ×4Vierfachplatin · (52 Wo.)US | Country1 (52 Wo.)Country | Erstveröffentlichung: 6. Mai 2022 Verkäufe: + 4.310.000                                   |
| 2022 | You Proof One Thing at a Time                               | — | — | — | UK— SilberUK | US5 ×4Vierfachplatin · (62 Wo.)US | Country1 (60 Wo.)Country | Erstveröffentlichung: 13. Mai 2022 Verkäufe: + 4.810.000                                  |
| 2023 | Last Night One Thing at a Time                              | — | — | — | UK28 Platin · (17 Wo.)UK | US1 ×6Sechsfachplatin · (62 Wo.)US | Country1 (61 Wo.)Country | Erstveröffentlichung: 27. Januar 2023 Verkäufe: + 8.405.000                               |
| 2023 | I Wrote the Book One Thing at a Time                        | — | — | — | — | US18 Platin · (19 Wo.)US | Country9 (23 Wo.)Country | Erstveröffentlichung: 27. Januar 2023 Verkäufe: + 1.115.000                               |
| 2023 | Everything I Love One Thing at a Time                       | — | — | — | — | US14 Platin · (42 Wo.)US | Country7 (46 Wo.)Country | Erstveröffentlichung: 27. Januar 2023 Verkäufe: + 1.035.000                               |
| 2024 | Spin You Around (1/24) –                                    | — | — | — | — | US24 (20 Wo.)US | Country5 (20 Wo.)Country | Erstveröffentlichung: 26. Januar 2024                                                     |
| 2024 | Lies Lies Lies I’m the Problem                              | — | — | — | UK58 (5 Wo.)UK | US7 (23 Wo.)US | Country3 (28 Wo.)Country | Erstveröffentlichung: 5. Juli 2024                                                        |
| 2024 | Love Somebody I’m the Problem                               | — | — | — | UK40 Silber · (12 Wo.)UK | US1 (… Wo.)US | Country1 (40 Wo.)Country | Erstveröffentlichung: 18. Oktober 2024                                                    |
| 2024 | Smile I’m the Problem                                       | — | — | — | UK52 (4 Wo.)UK | US4 (21 Wo.)US | Country2 (26 Wo.)Country | Erstveröffentlichung: 31. Dezember 2024                                                   |
| 2025 | I’m the Problem                                             | — | — | — | UK44 (7 Wo.)UK | US2 (… Wo.)US | Country1 (… Wo.)Country | Erstveröffentlichung: 31. Januar 2025 Verkäufe: + 160.000                                 |
| 2025 | Just in Case I’m the Problem                                | — | — | — | UK75 (2 Wo.)UK | US2 (… Wo.)US | Country2 (… Wo.)Country | Erstveröffentlichung: 21. März 2025                                                       |
| 2025 | I’m a Little Crazy I’m the Problem                          | — | — | — | — | US17 (16 Wo.)US | Country5 (… Wo.)Country | Erstveröffentlichung: 21. März 2025                                                       |
| 2025 | I Ain’t Comin’ Back I’m the Problem                         | — | — | — | UK50 (4 Wo.)UK | US8 (… Wo.)US | Country3 (… Wo.)Country | Erstveröffentlichung: 18. April 2025 feat. Post Malone                                    |
| 2025 | Superman I’m the Problem                                    | — | — | — | — | US8 (… Wo.)US | Country5 (… Wo.)Country | Erstveröffentlichung: 9. Mai 2025 Verkäufe: + 40.000                                      |
| Folgende Lieder erschienen nicht als Single, wurden aber durch das Album zum Download und Streaming bereitgestellt und konnten somit eine Platzierung erlangen: |                                                             | | | | | | |                                                                                           |
| |                                                             | | | | | | |                                                                                           |
| 2019 | Cover Me Up Dangerous: The Double Album                     | — | — | — | — | US52 ×4Vierfachplatin · (10 Wo.)US | Country15 (26 Wo.)Country | Charteinstieg: 20. April 2019 Verkäufe: + 4.540.000                                       |
| 2020 | Talkin’ Tennessee If I Know Me                              | — | — | — | — | US— PlatinUS | Country42 (11 Wo.)Country | Charteinstieg: 8. August 2020 Verkäufe: + 1.080.000                                       |
| 2021 | Wasted on You Dangerous: The Double Album                   | — | — | — | UK— SilberUK | US9 ×7Siebenfachplatin · (57 Wo.)US | Country1 (75 Wo.)Country | Charteinstieg: 23. Januar 2021 Verkäufe: + 7.890.000                                      |
| 2021 | Warning Dangerous: The Double Album                         | — | — | — | — | US42 Platin · (5 Wo.)US | Country10 (20 Wo.)Country | Charteinstieg: 23. Januar 2021 Verkäufe: + 1.115.000                                      |
| 2021 | 865 Dangerous: The Double Album                             | — | — | — | — | US46 ×2Doppelplatin · (5 Wo.)US | Country13 (20 Wo.)Country | Charteinstieg: 23. Januar 2021 Verkäufe: + 2.195.000                                      |
| 2021 | Dangerous Dangerous: The Double Album                       | — | — | — | — | US62 Platin · (4 Wo.)US | Country17 (19 Wo.)Country | Charteinstieg: 23. Januar 2021 Verkäufe: + 1.115.000                                      |
| 2021 | Neon Eyes Dangerous: The Double Album                       | — | — | — | — | US63 Platin · (1 Wo.)US | Country18 (8 Wo.)Country | Charteinstieg: 23. Januar 2021 Verkäufe: + 1.115.000                                      |
| 2021 | More Surprised Than Me Dangerous: The Double Album          | — | — | — | — | US66 Platin · (1 Wo.)US | Country19 (7 Wo.)Country | Charteinstieg: 23. Januar 2021 Verkäufe: + 1.080.000                                      |
| 2021 | Whiskey’d My Way Dangerous: The Double Album                | — | — | — | — | US83 Gold · (1 Wo.)US | Country27 (5 Wo.)Country | Charteinstieg: 23. Januar 2021 Verkäufe: + 500.000                                        |
| 2021 | Your Bartender Dangerous: The Double Album                  | — | — | — | — | US84 Platin · (1 Wo.)US | Country28 (6 Wo.)Country | Charteinstieg: 23. Januar 2021 Verkäufe: + 1.080.000                                      |
| 2021 | Outlaw Dangerous: The Double Album                          | — | — | — | — | US86 Gold · (1 Wo.)US | Country29 (5 Wo.)Country | Charteinstieg: 23. Januar 2021 Verkäufe: + 540.000; feat. Ben Burgess                     |
| 2021 | Only Thing That’s Gone Dangerous: The Double Album          | — | — | — | — | US90 Platin · (1 Wo.)US | Country32 (4 Wo.)Country | Charteinstieg: 23. Januar 2021 Verkäufe: + 1.080.000; feat. Chris Stapleton               |
| 2021 | Wonderin’ Bout the Wind Dangerous: The Double Album         | — | — | — | — | US93 Platin · (1 Wo.)US | Country33 (4 Wo.)Country | Charteinstieg: 23. Januar 2021 Verkäufe: + 1.040.000                                      |
| 2021 | Silverado for Sale Dangerous: The Double Album              | — | — | — | — | US— PlatinUS | Country34 (11 Wo.)Country | Charteinstieg: 23. Januar 2021 Verkäufe: + 1.080.000                                      |
| 2021 | Me on Whiskey Dangerous: The Double Album                   | — | — | — | — | US— PlatinUS | Country38 (2 Wo.)Country | Charteinstieg: 23. Januar 2021 Verkäufe: + 1.040.000                                      |
| 2021 | Beer Don’t Dangerous: The Double Album                      | — | — | — | — | US— GoldUS | Country39 (1 Wo.)Country | Charteinstieg: 23. Januar 2021 Verkäufe: + 540.000                                        |
| 2021 | Rednecks, Red Letters, Red Dirt Dangerous: The Double Album | — | — | — | — | US— GoldUS | Country41 (1 Wo.)Country | Charteinstieg: 23. Januar 2021 Verkäufe: + 540.000                                        |
| 2021 | Blame It on Me Dangerous: The Double Album                  | — | — | — | — | US— GoldUS | Country42 (1 Wo.)Country | Charteinstieg: 23. Januar 2021 Verkäufe: + 540.000                                        |
| 2021 | Country A$$ Shit Dangerous: The Double Album                | — | — | — | — | US— GoldUS | Country45 (1 Wo.)Country | Charteinstieg: 23. Januar 2021 Verkäufe: + 540.000                                        |
| 2021 | Quittin’ Time Dangerous: The Double Album                   | — | — | — | — | US— GoldUS | Country46 (1 Wo.)Country | Charteinstieg: 23. Januar 2021 Verkäufe: + 540.000                                        |
| 2021 | Somethin’ Country Dangerous: The Double Album               | — | — | — | — | US— GoldUS | Country47 (1 Wo.)Country | Charteinstieg: 23. Januar 2021 Verkäufe: + 540.000                                        |
| 2021 | Whatcha Think of Country Now Dangerous: The Double Album    | — | — | — | — | US— GoldUS | Country48 (1 Wo.)Country | Charteinstieg: 23. Januar 2021 Verkäufe: + 540.000                                        |
| 2021 | Bandaid on a Bullet Hole Dangerous: The Double Album        | — | — | — | — | US— PlatinUS | Country30 (2 Wo.)Country | Charteinstieg: 13. Februar 2021 Verkäufe: + 1.075.000                                     |
| 2022 | One Thing at a Time                                         | — | — | — | — | US10 (30 Wo.)US | Country2 (28 Wo.)Country | Charteinstieg: 17. Dezember 2022 Verkäufe: + 230.000                                      |
| 2022 | Tennessee Fan One Thing at a Time                           | — | — | — | — | US49 (7 Wo.)US | Country5 (20 Wo.)Country | Charteinstieg: 17. Dezember 2022 Verkäufe: + 80.000                                       |
| 2022 | Days That End in Why One Thing at a Time                    | — | — | — | — | US57 Gold · (2 Wo.)US | Country7 (15 Wo.)Country | Charteinstieg: 17. Dezember 2022 Verkäufe: + 540.000                                      |
| 2023 | Thinkin’ Bout Me One Thing at a Time                        | — | — | — | UK— SilberUK | US7 ×3Dreifachplatin · (55 Wo.)US | Country3 (56 Wo.)Country | Charteinstieg: 18. März 2023 Verkäufe: + 3.430.000                                        |
| 2023 | Ain’t That Some One Thing at a Time                         | — | — | — | — | US11 Platin · (20 Wo.)US | Country6 (24 Wo.)Country | Charteinstieg: 18. März 2023 Verkäufe: + 1.150.000                                        |
| 2023 | Man Made a Bar One Thing at a Time                          | — | — | — | — | US15 Platin · (30 Wo.)US | Country3 (35 Wo.)Country | Charteinstieg: 18. März 2023 Verkäufe: + 1.115.000; feat. Eric Church                     |
| 2023 | ’98 Braves One Thing at a Time                              | — | — | — | — | US27 Gold · (7 Wo.)US | Country11 (20 Wo.)Country | Charteinstieg: 18. März 2023                                                              |
| 2023 | Devil Don’t Know One Thing at a Time                        | — | — | — | — | US29 (3 Wo.)US | Country13 (10 Wo.)Country | Charteinstieg: 18. März 2023 Verkäufe: + 40.000                                           |
| 2023 | Sunrise One Thing at a Time                                 | — | — | — | — | US30 Gold · (11 Wo.)US | Country14 (20 Wo.)Country | Charteinstieg: 18. März 2023 Verkäufe: + 500.000                                          |
| 2023 | Born with a Beer in My Hand One Thing at a Time             | — | — | — | — | US32 (3 Wo.)US | Country15 (10 Wo.)Country | Charteinstieg: 18. März 2023 Verkäufe: + 40.000                                           |
| 2023 | Whiskey Friends One Thing at a Time                         | — | — | — | — | US35 (4 Wo.)US | Country16 (11 Wo.)Country | Charteinstieg: 18. März 2023 Verkäufe: + 40.000                                           |
| 2023 | Tennessee Numbers One Thing at a Time                       | — | — | — | — | US38 (2 Wo.)US | Country18 (8 Wo.)Country | Charteinstieg: 18. März 2023                                                              |
| 2023 | Cowgirls One Thing at a Time                                | — | — | — | UK92 Silber · (1 Wo.)UK | US12 Platin · (49 Wo.)US | Country3 (52 Wo.)Country | Charteinstieg: 18. März 2023 Verkäufe: + 1.350.000; feat. Ernest                          |
| 2023 | Hope That’s True One Thing at a Time                        | — | — | — | — | US41 (2 Wo.)US | Country20 (6 Wo.)Country | Charteinstieg: 18. März 2023                                                              |
| 2023 | Dying Man One Thing at a Time                               | — | — | — | — | US43 (4 Wo.)US | Country22 (12 Wo.)Country | Charteinstieg: 18. März 2023 Verkäufe: + 40.000                                           |
| 2023 | Keith Whitley One Thing at a Time                           | — | — | — | — | US44 (2 Wo.)US | Country23 (6 Wo.)Country | Charteinstieg: 18. März 2023                                                              |
| 2023 | In the Bible One Thing at a Time                            | — | — | — | — | US47 (2 Wo.)US | Country24 (3 Wo.)Country | Charteinstieg: 18. März 2023 feat. Hardy                                                  |
| 2023 | Neon Star (Country Boy Lullaby) Dangerous: The Double Album | — | — | — | — | US48 (3 Wo.)US | Country25 (12 Wo.)Country | Charteinstieg: 18. März 2023 Verkäufe: + 40.000                                           |
| 2023 | Me + All Your Reasons Dangerous: The Double Album           | — | — | — | — | US51 (3 Wo.)US | Country26 (10 Wo.)Country | Charteinstieg: 18. März 2023                                                              |
| 2023 | I Deserve a Drink One Thing at a Time                       | — | — | — | — | US52 (2 Wo.)US | Country27 (12 Wo.)Country | Charteinstieg: 18. März 2023 Verkäufe: + 40.000                                           |
| 2023 | F150-50 One Thing at a Time                                 | — | — | — | — | US53 (2 Wo.)US | Country28 (3 Wo.)Country | Charteinstieg: 18. März 2023                                                              |
| 2023 | Single Than She Was One Thing at a Time                     | — | — | — | — | US56 (2 Wo.)US | Country31 (5 Wo.)Country | Charteinstieg: 18. März 2023                                                              |
| 2023 | Wine into Water One Thing at a Time                         | — | — | — | — | US59 (2 Wo.)US | Country33 (2 Wo.)Country | Charteinstieg: 18. März 2023                                                              |
| 2023 | 180 (Lifestyle) One Thing at a Time                         | — | — | — | — | US63 (2 Wo.)US | Country35 (4 Wo.)Country | Charteinstieg: 18. März 2023 Verkäufe: + 40.000                                           |
| 2023 | Last Drive Down Main One Thing at a Time                    | — | — | — | — | US65 (1 Wo.)US | Country36 (2 Wo.)Country | Charteinstieg: 18. März 2023                                                              |
| 2023 | Good Girl Gone Missin’ One Thing at a Time                  | — | — | — | — | US69 (1 Wo.)US | Country37 (2 Wo.)Country | Charteinstieg: 18. März 2023                                                              |
| 2023 | Me to Me One Thing at a Time                                | — | — | — | — | US71 (1 Wo.)US | Country38 (2 Wo.)Country | Charteinstieg: 18. März 2023                                                              |
| 2023 | Money on Me One Thing at a Time                             | — | — | — | — | US72 (1 Wo.)US | Country39 (1 Wo.)Country | Charteinstieg: 18. März 2023                                                              |
| 2023 | Had It One Thing at a Time                                  | — | — | — | — | US75 (1 Wo.)US | Country41 (1 Wo.)Country | Charteinstieg: 18. März 2023                                                              |
| 2023 | Outlook One Thing at a Time                                 | — | — | — | — | US76 (1 Wo.)US | Country42 (2 Wo.)Country | Charteinstieg: 18. März 2023                                                              |
| 2025 | I Got Better I’m the Problem                                | — | — | — | — | US7 (… Wo.)US | Country4 (… Wo.)Country | Charteinstieg: 31. Mai 2025                                                               |
| 2025 | 20 Cigarettes I’m the Problem                               | — | — | — | — | US20 (… Wo.)US | Country8 (… Wo.)Country | Charteinstieg: 31. Mai 2025                                                               |
| 2025 | Kick Myself I’m the Problem                                 | — | — | — | — | US21 (6 Wo.)US | Country9 (… Wo.)Country | Charteinstieg: 31. Mai 2025                                                               |
| 2025 | Eyes Are Closed I’m the Problem                             | — | — | — | — | US22 (7 Wo.)US | Country10 (… Wo.)Country | Charteinstieg: 31. Mai 2025                                                               |
| 2025 | Falling Apart I’m the Problem                               | — | — | — | — | US25 (5 Wo.)US | Country12 (8 Wo.)Country | Charteinstieg: 31. Mai 2025                                                               |
| 2025 | Skoal, Chevy, and Browning I’m the Problem                  | — | — | — | — | US29 (5 Wo.)US | Country13 (9 Wo.)Country | Charteinstieg: 31. Mai 2025                                                               |
| 2025 | TN I’m the Problem                                          | — | — | — | — | US31 (… Wo.)US | Country13 (… Wo.)Country | Charteinstieg: 31. Mai 2025                                                               |
| 2025 | Where’d That Girl Go I’m the Problem                        | — | — | — | — | US32 (6 Wo.)US | Country15 (… Wo.)Country | Charteinstieg: 31. Mai 2025                                                               |
| 2025 | Kiss Her in Front of You I’m the Problem                    | — | — | — | — | US34 (6 Wo.)US | Country16 (… Wo.)Country | Charteinstieg: 31. Mai 2025                                                               |
| 2025 | If You Were Mine I’m the Problem                            | — | — | — | — | US41 (5 Wo.)US | Country19 (… Wo.)Country | Charteinstieg: 31. Mai 2025                                                               |
| 2025 | Missing I’m the Problem                                     | — | — | — | — | US42 (4 Wo.)US | Country20 (7 Wo.)Country | Charteinstieg: 31. Mai 2025                                                               |
| 2025 | Genesis I’m the Problem                                     | — | — | — | — | US46 (3 Wo.)US | Country23 (6 Wo.)Country | Charteinstieg: 31. Mai 2025                                                               |
| 2025 | Don’t We I’m the Problem                                    | — | — | — | — | US48 (5 Wo.)US | Country24 (… Wo.)Country | Charteinstieg: 31. Mai 2025                                                               |
| 2025 | Dark Til Daylight I’m the Problem                           | — | — | — | — | US49 (8 Wo.)US | Country15 (… Wo.)Country | Charteinstieg: 31. Mai 2025                                                               |
| 2025 | Interlude I’m the Problem                                   | — | — | — | — | US51 (3 Wo.)US | Country26 (4 Wo.)Country | Charteinstieg: 31. Mai 2025                                                               |
| 2025 | Number 3 and Number 7 I’m the Problem                       | — | — | — | — | US52 (3 Wo.)US | Country27 (4 Wo.)Country | Charteinstieg: 31. Mai 2025 feat. Eric Church                                             |
| 2025 | Revelation I’m the Problem                                  | — | — | — | — | US54 (3 Wo.)US | Country28 (4 Wo.)Country | Charteinstieg: 31. Mai 2025                                                               |
| 2025 | Jack and Jill I’m the Problem                               | — | — | — | — | US60 (3 Wo.)US | Country30 (5 Wo.)Country | Charteinstieg: 31. Mai 2025                                                               |
| 2025 | Come Back as a Redneck I’m the Problem                      | — | — | — | — | US63 (2 Wo.)US | Country31 (2 Wo.)Country | Charteinstieg: 31. Mai 2025 feat. Hardy                                                   |
| 2025 | Miami I’m the Problem                                       | — | — | — | — | US21 (… Wo.)US | Country5 (… Wo.)Country | Charteinstieg: 31. Mai 2025                                                               |
| 2025 | The Dealer I’m the Problem                                  | — | — | — | — | US69 (2 Wo.)US | Country35 (3 Wo.)Country | Charteinstieg: 31. Mai 2025 feat. Ernest                                                  |
| 2025 | Leavin’s the Least I Could Do I’m the Problem               | — | — | — | — | US70 (2 Wo.)US | Country36 (3 Wo.)Country | Charteinstieg: 31. Mai 2025                                                               |
| 2025 | Drinking Til It Does I’m the Problem                        | — | — | — | — | US72 (2 Wo.)US | Country37 (3 Wo.)Country | Charteinstieg: 31. Mai 2025                                                               |
| 2025 | Nothin’ Left I’m the Problem                                | — | — | — | — | US73 (1 Wo.)US | Country38 (2 Wo.)Country | Charteinstieg: 31. Mai 2025                                                               |
| 2025 | LA Night I’m the Problem                                    | — | — | — | — | US79 (… Wo.)US | Country41 (2 Wo.)Country | Charteinstieg: 31. Mai 2025                                                               |
| 2025 | Whiskey in Reverse I’m the Problem                          | — | — | — | — | US83 (1 Wo.)US | Country45 (1 Wo.)Country | Charteinstieg: 31. Mai 2025                                                               |
| 2025 | Working Man’s Song I’m the Problem                          | — | — | — | — | US84 (1 Wo.)US | Country46 (1 Wo.)Country | Charteinstieg: 31. Mai 2025                                                               |
| 2025 | Crazy Eyes I’m the Problem                                  | — | — | — | — | US88 (1 Wo.)US | Country48 (1 Wo.)Country | Charteinstieg: 31. Mai 2025                                                               |

### Als Gastmusiker
| Jahr | Titel Album                                                  | Höchstplatzierung, Gesamtwochen, AuszeichnungChartplatzierungen (Jahr, Titel, Album, Platzierungen, Wochen, Auszeichnungen, Anmerkungen) | Höchstplatzierung, Gesamtwochen, AuszeichnungChartplatzierungen (Jahr, Titel, Album, Platzierungen, Wochen, Auszeichnungen, Anmerkungen) | Höchstplatzierung, Gesamtwochen, AuszeichnungChartplatzierungen (Jahr, Titel, Album, Platzierungen, Wochen, Auszeichnungen, Anmerkungen) | Höchstplatzierung, Gesamtwochen, AuszeichnungChartplatzierungen (Jahr, Titel, Album, Platzierungen, Wochen, Auszeichnungen, Anmerkungen) | Höchstplatzierung, Gesamtwochen, AuszeichnungChartplatzierungen (Jahr, Titel, Album, Platzierungen, Wochen, Auszeichnungen, Anmerkungen) | Höchstplatzierung, Gesamtwochen, AuszeichnungChartplatzierungen (Jahr, Titel, Album, Platzierungen, Wochen, Auszeichnungen, Anmerkungen) | Anmerkungen                                                                         |
| Jahr | Titel Album                                                  | DE | AT | CH | UK | US | Country | Anmerkungen                                                                         |
| --- | ------------------------------------------------------------ | --- | --- | --- | --- | --- | --- | ----------------------------------------------------------------------------------- |
| 2019 | Heartless Diplo Presents Thomas Wesley, Chapter 1: Snake Oil | — | — | — | UK— SilberUK | US39 ×7Siebenfachplatin · (21 Wo.)US | Country10 (28 Wo.)Country | Erstveröffentlichung: 16. August 2019 Diplo pres. Thomas Wesley feat. Morgan Wallen |
| 2021 | Broadway Girls 7220                                          | — | — | — | — | US14 ×5Fünffachplatin · (20 Wo.)US | — | Erstveröffentlichung: 17. Dezember 2021 Lil Durk feat. Morgan Wallen                |
| 2021 | Flower Shops Flower Shops (The Album)                        | — | — | — | — | US64 ×2Doppelplatin · (26 Wo.)US | Country13 (29 Wo.)Country | Erstveröffentlichung: 31. Dezember 2021 Ernest feat. Morgan Wallen                  |
| 2023 | Mamaw’s House 20 Number Ones                                 | — | — | — | — | US55 Gold · (15 Wo.)US | Country14 (26 Wo.)Country | Erstveröffentlichung: 29. September 2023 Thomas Rhett feat. Morgan Wallen           |
| 2024 | I Had Some Help F-1 Trillion                                 | DE35 (5 Wo.)DE | AT17 (14 Wo.)AT | CH19 (28 Wo.)CH | UK2 ×2Doppelplatin · (59 Wo.)UK | US1 ×5Fünffachplatin · (… Wo.)US | Country1 (54 Wo.)Country | Erstveröffentlichung: 10. Mai 2024 Post Malone feat. Morgan Wallen                  |
| Folgende Lieder erschienen nicht als Single, wurden aber durch das Album zum Download und Streaming bereitgestellt und konnten somit eine Platzierung erlangen: |                                                              | | | | | | |                                                                                     |
| |                                                              | | | | | | |                                                                                     |
| 2023 | Red The Mockingbird & The Crow                               | — | — | — | — | US64 Gold · (1 Wo.)US | Country16 (6 Wo.)Country | Charteinstieg: 4. Februar 2023 Hardy feat. Morgan Wallen                            |
| 2023 | Stand by Me Almost Healed                                    | — | — | — | — | US22 Platin · (15 Wo.)US | — | Charteinstieg: 10. Juni 2023 Lil Durk feat. Morgan Wallen                           |
| 2024 | Hangin’ On Nashville, Tennessee                              | — | — | — | — | — | Country37 (4 Wo.)Country | Charteinstieg: 4. Februar 2023 Ernest feat. Morgan Wallen                           |
| 2024 | Whiskey Whiskey Speak Now                                    | — | — | — | — | US21 Gold · (20 Wo.)US | Country6 (22 Wo.)Country | Charteinstieg: 29. Juni 2024 Moneybagg Yo feat. Morgan Wallen                       |
| 2024 | Neon Moon Reboot II                                          | — | — | — | — | US97 (1 Wo.)US | Country24 (7 Wo.)Country | Brooks & Dunn feat. Morgan Wallen                                                   |

## Musikvideos
- 2017: The Way I Talk
- 2017: Up Down
- 2018: Whiskey Glasses
- 2019: Chasin’ You
- 2020: More Than My Hometown
- 2020: 7 Summers
- 2022: You Proof

## Promoveröffentlichungen
Promo-Singles

| Jahr | Titel Album                 | Höchstplatzierung, Gesamtwochen, AuszeichnungChartplatzierungen (Jahr, Titel, Album, Platzierungen, Wochen, Auszeichnungen, Anmerkungen) | Höchstplatzierung, Gesamtwochen, AuszeichnungChartplatzierungen (Jahr, Titel, Album, Platzierungen, Wochen, Auszeichnungen, Anmerkungen) | Höchstplatzierung, Gesamtwochen, AuszeichnungChartplatzierungen (Jahr, Titel, Album, Platzierungen, Wochen, Auszeichnungen, Anmerkungen) | Höchstplatzierung, Gesamtwochen, AuszeichnungChartplatzierungen (Jahr, Titel, Album, Platzierungen, Wochen, Auszeichnungen, Anmerkungen) | Höchstplatzierung, Gesamtwochen, AuszeichnungChartplatzierungen (Jahr, Titel, Album, Platzierungen, Wochen, Auszeichnungen, Anmerkungen) | Höchstplatzierung, Gesamtwochen, AuszeichnungChartplatzierungen (Jahr, Titel, Album, Platzierungen, Wochen, Auszeichnungen, Anmerkungen) | Anmerkungen                                                              |
| Jahr | Titel Album                 | DE | AT | CH | UK | US | Country | Anmerkungen                                                              |
| ---- | --------------------------- | --- | --- | --- | --- | --- | --- | ------------------------------------------------------------------------ |
| 2025 | What I Want I’m the Problem | — | — | — | UK30 (… Wo.)UK | US1 (… Wo.)US | Country1 (… Wo.)Country | Erstveröffentlichung: 16. Mai 2025 Verkäufe: + 115.000; feat. Tate McRae |

## Statistik

### Chartauswertung
|                     | DE    | AT    | CH    | UK    | US    | Country         |
| ------------------- | ----- | ----- | ----- | ----- | ----- | --------------- |
| Nummer-eins-Alben   | DE—DE | AT—AT | CH—CH | UK1UK | US3US | Country3Country |
| Top-10-Alben        | DE—DE | AT—AT | CH—CH | UK1UK | US4US | Country4Country |
| Alben in den Charts | DE1DE | AT1AT | CH1CH | UK3UK | US4US | Country5Country |

|                       | DE    | AT    | CH    | UK     | US      | Country           |
| --------------------- | ----- | ----- | ----- | ------ | ------- | ----------------- |
| Nummer-eins-Singles   | DE—DE | AT—AT | CH—CH | UK—UK  | US4US   | Country11Country  |
| Top-10-Singles        | DE—DE | AT—AT | CH—CH | UK1UK  | US18US  | Country41Country  |
| Singles in den Charts | DE1DE | AT1AT | CH1CH | UK10UK | US105US | Country115Country |

### Auszeichnungen für Musikverkäufe
| Goldene Schallplatte - Australien - 2023: für die Single Livin’ the Dream - 2023: für die Single Still Goin Down - 2023: für das Lied 865 - 2023: für das Lied Dangerous - 2023: für das Lied Warning - 2024: für das Lied Bandaid on a Bullet Hole - 2024: für die Single Everything I Love - 2024: für die Single I Wrote the Book - 2024: für das Lied Neon Eyes - 2024: für das Lied Man Made a Bar - 2025: für das Album I’m the Problem - 2025: für die Single What I Want - Brasilien - 2024: für die Single Last Night - Dänemark - 2024: für die Single Last Night - 2025: für das Album One Thing at a Time - Kanada - 2019: für die Single The Way I Talk - 2021: für das Lied Not Good at Not - 2021: für das Lied Happy Hour - 2022: für das Lied Bandaid on a Bullet Hole - 2022: für das Lied He Went to Jared - 2022: für das Lied Wonderin’ Bout the Wind - 2022: für das Lied Quittin’ Time - 2022: für das Lied Me on Whiskey - 2022: für das Lied Country A$$ Shit - 2022: für das Lied Blame It on Me - 2022: für das Lied Beer Don’t - 2022: für das Lied Rednecks, Red Letters, Red Dirt - 2022: für das Lied Only Thing That’s Gone - 2022: für das Lied Outlaw - 2025: für das Lied Devil Don’t Know - 2025: für das Lied Days That End in Why - 2025: für das Lied Dying Man - 2025: für das Lied Whiskey Friends - 2025: für das Lied I Deserve a Drink - 2025: für das Lied Had Me by Halftime - 2025: für das Lied Born with a Beer in My Hand - 2025: für das Lied Somethin’ Country - 2025: für das Lied Redneck Love Song - 2025: für das Lied Neon Star (Country Boy Lullaby) - 2025: für das Lied This Side of a Dust Cloud - 2025: für das Lied Need a Boat - 2025: für das Lied 180 (Lifestyle) - 2025: für das Lied Whatcha Think of Country Now - 2025: für das Lied Superman - Neuseeland - 2024: für das Album If I Know Me - 2025: für das Album I’m the Problem - Spanien - 2025: für die Single I Had Some Help - Vereinigte Staaten - 2022: für das Lied Had Me by Halftime - 2022: für das Lied Redneck Love Song - 2022: für das Lied Happy Hour - 2023: für das Lied This Side of a Dust Cloud - 2023: für das Lied Gone Girl - 2023: für das Lied Whatcha Know ’Bout That - 2023: für das Lied Need a Boat - 2024: für das Lied Turn You Down | Platin-Schallplatte - Australien - 2023: für das Album Dangerous: The Double Album - 2023: für die Single Somebody’s Problem - 2023: für das Lied Sand in My Boots - 2024: für die Single 7 Summers - 2024: für das Lied Ain’t That Some - 2024: für das Lied Cowgirls - 2024: für das Lied One Thing at a Time - 2024: für das Lied Thinkin’ Bout Me - 2024: für die Single This Bar - 2024: für die Single Thought You Should Know - Belgien - 2025: für die Single I Had Some Help - Dänemark - 2024: für die Single I Had Some Help - Kanada - 2022: für die Single Livin’ the Dream - 2022: für das Lied Heartless (Album Mix) - 2022: für das Lied Dangerous - 2022: für das Lied Neon Eyes - 2022: für das Lied Warning - 2025: für das Lied Ain’t That Some - 2025: für das Lied Cowgirls - 2025: für das Lied Talkin’ Tennessee - 2025: für die Single I Wrote the Book - 2025: für die Single Don’t Think Jesus - 2025: für das Lied Man Made a Bar - 2025: für das Lied Tennessee Fan - 2025: für das Lied Little Rain - 2025: für das Lied Silverado for Sale - 2025: für das Lied More Surprised Than Me - 2025: für das Lied Your Bartender - 2025: für die Single What I Want - Polen - 2024: für die Single I Had Some Help - Schweden - 2024: für die Single Last Night - Vereinigte Staaten - 2022: für das Lied If I Know Me - 2023: für das Lied Little Rain - 2023: für das Lied Not Good at Not | 2× Platin-Schallplatte - Australien - 2024: für das Lied Cover Me Up - 2024: für die Single More Than My Hometown - 2025: für das Album One Thing at a Time - Brasilien - 2025: für die Single I Had Some Help - Kanada - 2022: für die Single Somebody’s Problem - 2023: für das Lied Spin You Around - 2025: für das Lied One Thing at a Time - 2025: für das Lied Thinkin’ Bout Me - 2025: für die Single Still Goin Down - 2025: für das Lied If I Know Me - 2025: für das Lied 865 - 2025: für das Lied Stand by Me - 2025: für die Single I’m the Problem - Neuseeland - 2024: für das Album Dangerous: The Double Album - Vereinigte Staaten - 2023: für das Lied Spin You Around 3× Platin-Schallplatte - Australien - 2024: für die Single Wasted on You - 2024: für die Single You Proof - Kanada - 2021: für die Single Up Down - 2025: für das Album If I Know Me - 2025: für das Lied Sand in My Boots - 2025: für die Single This Bar - 2025: für die Single Thought You Should Know - 2025: für das Album I’m the Problem - Neuseeland - 2024: für das Album One Thing at a Time - 2025: für die Single I Had Some Help 4× Platin-Schallplatte - Australien - 2024: für die Single Heartless - Kanada - 2025: für das Album One Thing at a Time - 2025: für die Single 7 Summers 5× Platin-Schallplatte - Kanada - 2025: für die Single More Than My Hometown - 2025: für das Lied Cover Me Up - 2025: für die Single You Proof - 2025: für das Lied Broadway Girls - Neuseeland - 2025: für die Single Last Night 6× Platin-Schallplatte - Kanada - 2025: für das Album Dangerous: The Double Album - 2025: für die Single Wasted on You 7× Platin-Schallplatte - Kanada - 2023: für die Single Heartless - 2025: für die Single Chasin’ You 8× Platin-Schallplatte - Australien - 2025: für die Single I Had Some Help 11× Platin-Schallplatte - Australien - 2025: für die Single Last Night Diamantene Schallplatte - Kanada - 2024: für die Single Whiskey Glasses - 2024: für die Single Last Night |

Anmerkung: Auszeichnungen in Ländern aus den Charttabellen bzw. Chartboxen sind in ebendiesen zu finden.
| Land/RegionAuszeichnungen für Musikverkäufe (Land/Region, Auszeichnungen, Verkäufe, Quellen) | Silber     | Gold       | Platin         | Diamant     | Verkäufe    | Quellen              |
| -------------------------------------------------------------------------------------------- | ---------- | ---------- | -------------- | ----------- | ----------- | -------------------- |
| Australien (ARIA)                                                                            | —          | 12× Gold12 | 45× Platin45   | —           | 3.570.000   | aria.com.au          |
| Belgien (BRMA)                                                                               | —          | —          | Platin1        | —           | 40.000      | ultratop.be          |
| Brasilien (PMB)                                                                              | —          | Gold1      | 2× Platin2     | —           | 100.000     | pro-musicabr.org.br  |
| Dänemark (IFPI)                                                                              | —          | 2× Gold2   | Platin1        | —           | 145.000     | ifpi.dk              |
| Kanada (MC)                                                                                  | —          | 29× Gold29 | 107× Platin107 | 2× Diamant2 | 11.320.000  | musiccanada.com      |
| Neuseeland (RMNZ)                                                                            | —          | 2× Gold2   | 13× Platin13   | —           | 330.000     | radioscope.co.nz NZ2 |
| Portugal (AFP)                                                                               | —          | Gold1      | —              | —           | 5.000       | Einzelnachweise      |
| Schweden (IFPI)                                                                              | —          | —          | Platin1        | —           | 120.000     | sverigetopplistan.se |
| Spanien (Promusicae)                                                                         | —          | Gold1      | —              | —           | 30.000      | elportaldemusica.es  |
| Vereinigte Staaten (RIAA)                                                                    | —          | 24× Gold24 | 131× Platin131 | —           | 143.000.000 | riaa.com             |
| Vereinigtes Königreich (BPI)                                                                 | 8× Silber8 | 2× Gold2   | 3× Platin3     | —           | 3.600.000   | bpi.co.uk            |
| Insgesamt                                                                                    | 8× Silber8 | 74× Gold74 | 304× Platin304 | 2× Diamant2 |             |                      |